# Clomipramină
Clomipramina (cu denumirea comercială Anafranil, printre altele) este un medicament antidepresiv din clasa antidepresivelor triciclice și este utilizat în tratamentul depresiei majore și a altor afecțiuni precum durerea cronică și tulburarea obsesiv-compulsivă. Căile de administrare disponibile sunt orală și intramusculară. Este un derivat de dibenzazepină.
Clomipramina a fost descoperită în 1964. Se află pe lista medicamentelor esențiale ale Organizației Mondiale a Sănătății. Este disponibil sub formă de medicament generic.

## Utilizări medicale
Clomipramina este utilizată în tratamentul:
- depresiilor (depresie endogenă, reactivă, nevrotică, organică, mascată și involuțională; asociată schizofreniei și tulburărilor de personalitate);
- tulburărilor dispoziției afective de tip depresiv, de etiologie reactivă, nevrotică sau psihopată;
- tulburărilor obsesiv-compulsive (OCD);
- fobiilor și atacurilor de panică;
- cataplexiei care însoțește narcolepsia;
- afecțiunilor dureroase cronice.

Clomipramina a fost utilizată și în tratamentul ejaculării precoce.